# Spielstraße

Aktuelle Version der Beschilderung seit 1992: Erlaubt Kindern das Spielen auf der Straße. Das Sinnbild ist eine Auskopplung aus dem 1980 in der Bundesrepublik eingeführten Zeichen 325.

Eine Spielstraße ist in Deutschland durch das Zeichen 250 für Fahrzeuge aller Art gesperrt. Durch das Zusatzzeichen 1010-10 wird Kindern erlaubt, auf der Fahrbahn und den Seitenstreifen zu spielen. Auch Sport kann durch ein Zusatzschild erlaubt sein. Bis zum Jahr 2009 war dies in der deutschen Verwaltungsvorschrift zur Straßenverkehrs-Ordnung (VwV-StVO) § 41 Abs. 2 Nr. 6 StVO festgelegt. In der Verwaltungsvorschrift zu Zeichen 250 StVO hieß es dazu: „Das uneingeschränkte Verbot jeglichen Fahrverkehrs rechtfertigt die Benutzung der ganzen Straße durch Fußgänger und spielende Kinder.“ Die Verwaltungsvorschrift zu Zeichen 250 wurde im Jahr 2009 gestrichen. Das Zeichen 1010-10 ist im VzKat jedoch erhalten geblieben.
Da eine Sperrung der Straße durch Zeichen 250 auch die Anlieger betrifft, ist diese Konstellation selten. Kommunalverwaltungen können außerdem sogenannte „Spielstraßen auf Zeit“ in ihrem Zuständigkeitsbereich widmen. Hierfür wird eine entsprechende Straße für einen festgelegten Zeitraum für den Fahrzeugverkehr gesperrt.

## Geschichte

### Ab 1920
Bereits zu Beginn der 1920er-Jahre wurden aus der Ärzteschaft Stimmen laut, die dafür plädierten, Spielstraßen anzulegen. Wesentlicher Grund dafür waren Sparmaßnahmen der Städte, die zur Schließung von öffentlichen Spielplätzen führten. Für den in Berlin tätigen Augenarzt Carl Hamburger (1870–1944) stand der gesundheitliche Aspekt, dass der Organismus junger Menschen nur durch einen konsequenten Aufenthalt im Freien von den positiven Eigenschaften der Natur profitieren könne, im Vordergrund. Er schlug vor, diese Spielstraßen an den überbreiten, verkehrsarmen Ausfallstraßen der Städte zu errichten. Diese Straßen sollten auf drei bis vier Meter Breite verjüngt werden, ebenso die überbreiten Bürgersteige. Der gewonnene Raum könne dann mit Erde befüllt und die herausgebrochenen Pflastersteine verkauft werden. Diesen Raum könnten die Kinder nutzen. Für seine Überzeugungen trat Hamburger viele Jahre lang ein. In einem Vortrag, den er 1929 hielt, führte er an, dass seine Ideen von Spielstraßen 1925 in New York und erst vor kurzem in Tokio aufgegriffen wurden. Nur in Berlin hatte er bis dahin keinen Erfolg gehabt.
Die Versuche, die in der Folge mit Spielstraßen in deutschen Städten stattfanden, waren oftmals nur von kurzer Dauer. Vielfach scheiterten sie am Widerstand der Anwohner, die sich vom Lärm belästigt fühlten und an den Verkehrsteilnehmern, die Beschränkungen für den Verkehr hinnehmen mussten. So zog beispielsweise der Stuttgarter Polizeipräsident 1936 seine versuchsweise Einführung von Spielstraßen nach nur wenigen Monaten zurück.

### Nach 1945

Zeichenkombination für eine Spielstraße. Diese Beschilderungskombination mit Bild 11 wurde 1949 in Bochum gültig. Wegen fehlender Rechtssicherheit wurden die Zeichen 1952 wieder abgebaut.

Auch nach dem Zweiten Weltkrieg blieb die rechtliche Lage für Spielstraßen problematisch. Nach Vorschlägen der Bauverwaltung, des Schulamts und der Polizei wurden in einer Sitzung am 29. November 1949 insgesamt 21 Straßen in Bochum zu Spielstraßen erklärt. Der Grund hierfür war, dass sämtliche Kinderspielplätze im Krieg zerstört worden waren. Nach Beschwerden von Anwohnern, im Besonderen Bergleuten der Nachtschicht, die am Tag schlafen mussten, aber besonders auch durch einen Unfall mit einem Kind, bei dem die Stadt für die Behandlungskosten im Krankenhaus regresspflichtig gemacht wurde, schaffte die Stadt – um weitere Haftungsschäden zu vermeiden – im Oktober 1952 die Spielstraßen wieder ab. Von den 21 Spielstraßen wurden 12 aufgehoben. Als offizieller Grund wurde angeführt, dass zu diesem Zeitpunkt in der Nähe zwischenzeitlich wieder Spielraum außerhalb der Straßen geschaffen worden war. An den verbliebenen Straßen wurde das Zusatzschild „Spielstraße“ entfernt und durch Vorsichtszeichen mit der Aufschrift „Spielende Kinder“ ersetzt.
In der Deutschen Demokratischen Republik (DDR) wurde ein Sperrschild mit der Aufschrift „Spielstraße“ ab 1956 in die Straßenverkehrs-Ordnung aufgenommen. Dieser Schritt schuf dort erstmals Rechtssicherheit. Das Zeichen verbot Fahrzeugen aller Art, den als Spielstraße ausgewiesenen Weg zu befahren. Lediglich Anlieger durften passieren.
In der DDR wurden Schilder mit der Aufschrift „Spielstraße“ seit 1979 nicht mehr verwendet. Im Mai 1979 wurde dort die neue Norm TGL 12096/01 gültig. Nun regelte auch hier, wie bereits in Westdeutschland, ein Sinnbild als Zusatzzeichen den Bereich der Spielstraße.
Ab Ende der 1960er Jahre wurden in Westdeutschland allgemeine Verkehrsverbotszeichen mit dem Zusatzschild „Spielstraße – Anliegerverkehr frei“ in Wohnstraßen eingeführt. Mit dem Inkrafttreten der Neufassung der StVO 1971 erhielt erstmals ein bildliches Zusatzschild mit der Bedeutung „Kinder dürfen auf der Fahrbahn und dem Seitenstreifen spielen“ seine Gültigkeit. Entsprechend den gesetzlichen Vorgaben in der StVO wurde es mit dem allgemeinen Verkehrsverbotszeichen Zeichen 250 aufgestellt.

### Ab 1980

Keine Spielstraße: der verkehrsberuhigte Bereich.

Der eingängige Begriff „Spielstraße“ hielt sich im Sprachgebrauch, da der verkehrsberuhigte Bereich erst 1980 in der Straßenverkehrs-Ordnung der Bundesrepublik Deutschland eingeführt wurde. In der DDR blieb der Begriff „Spielstraße“ über die 1978 gültig gewordene StVO bis zur Wende 1990 erhalten. Ab 2000 erhielt die Verwendung des Begriffs durch die Diskussionen um Shared Space und die Begegnungszone neuen Aufwind.

## Verkehrszeichen

Auszug aus den Bildtafeln der Verkehrszeichen der DDR
Bild 19b mit der Straßenverkehrs-Ordnung von 1956 erstmals in der DDR eingeführt.
Bild 201 Verkehrsverbot für alle Fahrzeuge (Bildtafel von 1979 bis 1990)
Bild 416 Spielstraße für Anlieger frei (mit Verkehrszeichen Bild 201) (Bildtafel von 1979 bis 1990)

Auszug aus den Bildtafeln der Verkehrszeichen der Bundesrepublik Deutschland
Zusatzschild in der Bundesrepublik, Ende der 1960er Jahre (s.Bildtafel).
Beschilderungskombination mit Zeichen 250 wurde 1971 in Westdeutschland rechtsgültig.
Aktuelle Version der Beschilderung seit 1992: Erlaubt Kindern das Spielen auf der Straße. Das Sinnbild ist eine Auskopplung aus dem 1980 in der Bundesrepublik eingeführten Zeichen 325.

Beispielbilder von Spielstraßen
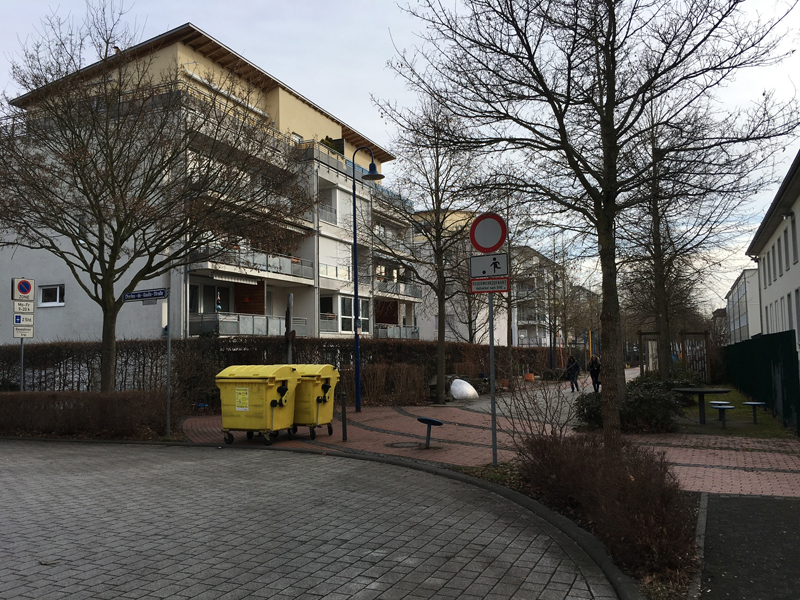
Diese Spielstraße ist mit Pollern abgesperrt.
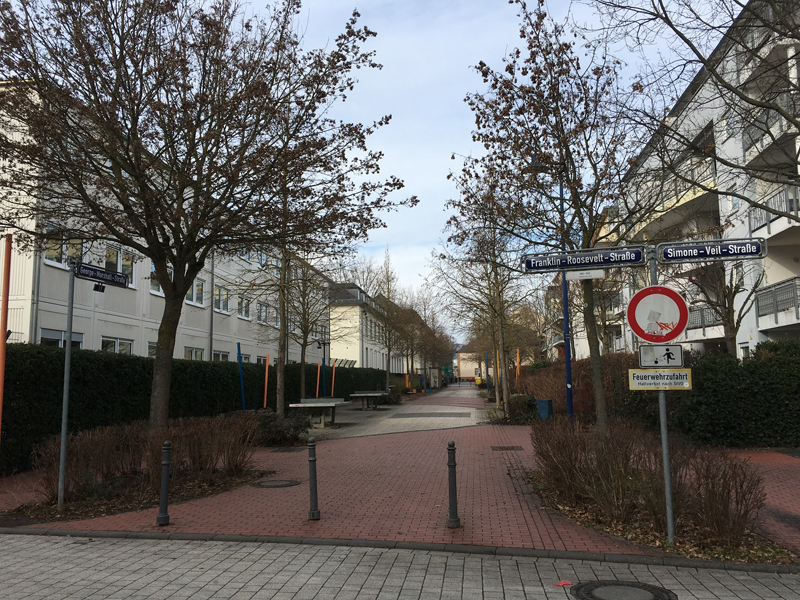
Zum Spielen sind zwei Tischtennis-Platten aufgebaut.

## Spielstraße auf Zeit

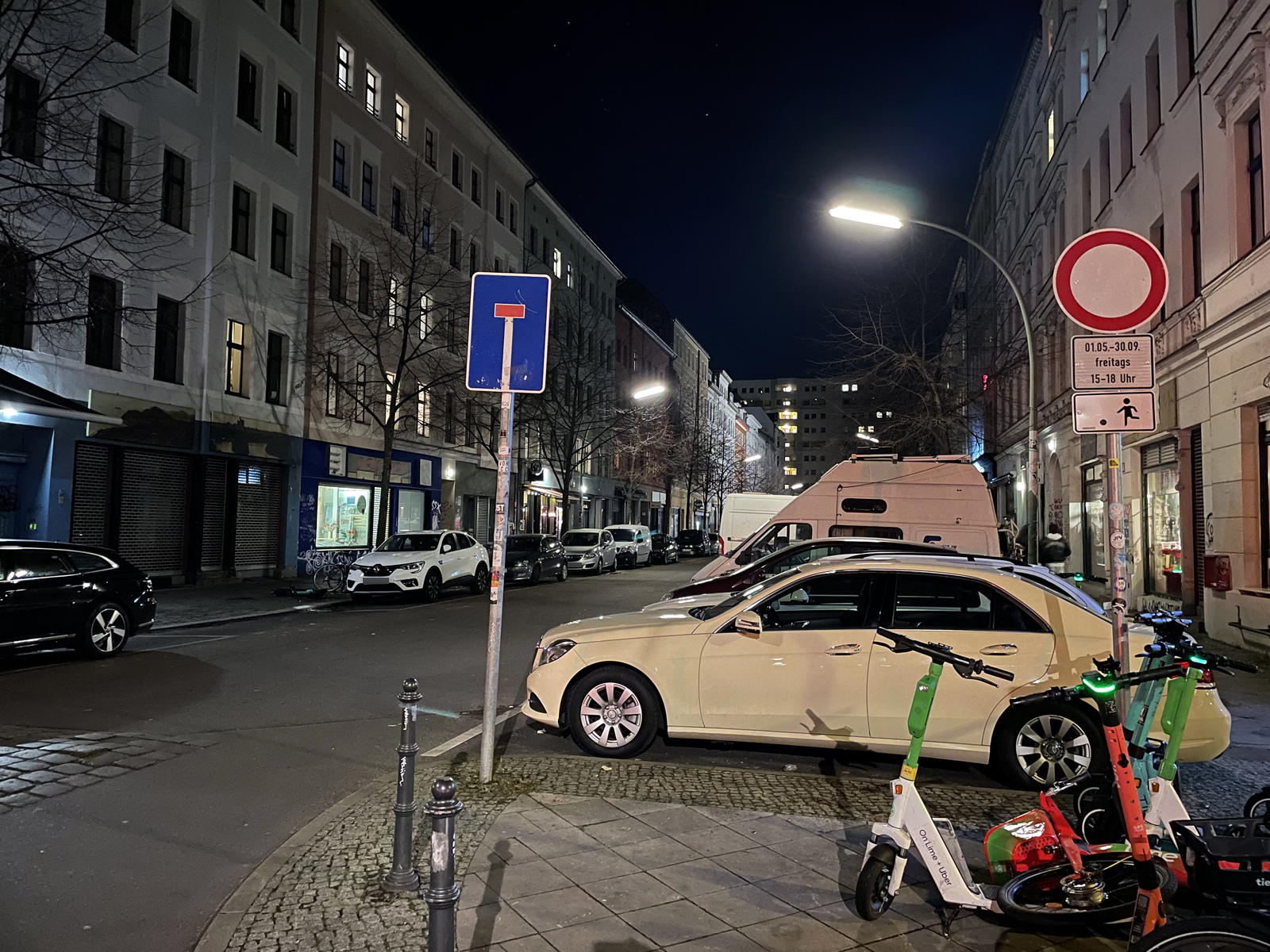
Spielstraße in der Sackgasse jeden Freitag von Mai bis September (Berlin, Dresdener Straße)

Kommunalverwaltungen können Spielstraßen auf Zeit in ihrem Zuständigkeitsbereich einführen. Hierfür wird eine entsprechende Straße für einen festgelegten Zeitraum für den Fahrzeugverkehr gesperrt. Eine der ersten Kommunen, die das realisierten, war 2002 die hessische Stadt Griesheim.
Im August 2019 gab der Berliner Ortsteil Kreuzberg die Böckhstraße als temporäre Spielstraße frei. Sie wird  jeden Mittwoch zwischen 14 und 18 Uhr komplett für den Kraftfahrzeugverkehr gesperrt. Ab Mai 2020 wurden auf 19 weiteren Straßen des Bezirks Spielstraßen am Sonntagnachmittag eingerichtet, um die Wiedereröffnung der Spielplätze zu begleiten. Bis einschließlich 2023 haben über 1000 temporäre Spielstraßen in Berlin stattgefunden.
Innerhalb der rheinland-pfälzischen Sommerferien sperrte die Stadt Bad Kreuznach vom 13. Juli bis 14. August 2020 drei Straßen, um daraus temporäre Spielstraßen zu machen.